# Pacific Life Open 2008
Pacific Life Open 2008 — профессиональный теннисный турнир, в 32-й раз проводившийся в небольшом калифорнийском городке Индиан-Уэллсе на открытых хардовых кортах. Мужской турнир входил в серию Masters, а женский — в серию турниров 1-й категории. Калифорнийский турнир открывает мини-серию из двух турниров, основная сетка которых играется более 1 недели (следом прошёл турнир в Майами). Соревнования были проведены на кортах Indian Wells Tennis Garden — с 10 по 23 марта.
Прошлогодние победители:
- мужчины одиночки —  Рафаэль Надаль.
- женщины одиночки —  Даниэла Гантухова.
- мужчины пары —  Мартин Дамм /  Леандер Паес.
- женщины пары —  Лиза Реймонд /  Саманта Стосур.

## Соревнования

### Одиночный турнир

#### Мужчины
Новак Джокович обыграл  Марди Фиша со счётом 6-2, 5-7, 6-3.
- Джокович выигрывает свой 2-й титул в сезоне и 9-й за карьеру в туре ассоциации.
- Фиш уступает свой 8-й финал на соревнованиях тура ассоциации.

#### Женщины
Ана Иванович обыграла  Светлану Кузнецову со счётом 6-4, 6-3.
- Иванович выигрывает свой 1й турнир в сезоне и 6-й за карьеру в туре ассоциации.
- Кузнецова уступает свой 15й финал на соревнованиях тура ассоциации.

### Парный турнир

#### Мужчины
Йонатан Эрлих /  Энди Рам обыграли  Даниэля Нестора /  Ненада Зимонича со счётом 6-4, 6-4.
- Рам выигрывает свой 2й титул в сезоне и 13й за карьеру в туре ассоциации.
- Эрлих выигрывает свой 2й титул в сезоне и 13й за карьеру в туре ассоциации.
- 12 из 13 титулов израильских дуэт завоевал совместно.

#### Женщины
Динара Сафина /  Елена Веснина обыграли  Янь Цзы /  Чжэн Цзе со счётом 6-1, 1-6, [10-8].
- Сафина выигрывает свой 2-й титул в сезоне и 8-й за карьеру в туре ассоциации.
- Веснина выигрывает свой 1-й титул в сезоне и 3-й за карьеру в туре ассоциации.